# Казарян, Рафаэль Аветисович
Рафаэль Аветисович Казарян (арм. Ռաֆայել Ավետիսի Ղազարյան, 26 января 1924, Армавир — 3 ноября 2007, Ереван) — армянский научный, общественный и государственный деятель.
- 1946—1951 — Московский институт связи и электротехники. Радиофизик.
- 1958—1969 — руководитель кафедры электроники и радиофизики ЕГУ.
- 1963—1990 — руководитель и основатель отдела квантовой электроники научно-исследовательского института НАН Армении. Доктор технических наук (1975), профессор (1978), академик НАН (1996), член-корреспондент (с 1986).
- 1975—1990 — одновременно заведующий кафедрой радиосвязи в Армянском государственном архитектурном университете.
- 1988—1990 — член комитета «Карабах», в 1989 — был арестован вместе с другими членами комитета.
- С февраля по июль 1990 — заместитель председателя верховного совета Армянской ССР.
- 1989—1995 — депутат верховного совета Армянской ССР. Председатель постоянной комиссии по образованию, науке, культуре и языку.
- Октябрь 1991 — был кандидатом в президенты Армении.
- С 1991 — основатель и директор Инженерного Центра «Маштоц» НАС РА.